# جمعية التجارة العضوية
جمعية التجارة العضوية هي جمعية أعمال تركز على أعمال التجارة العضوية في شمال امريكا وتهتم بترويج النزعة الاستهلاكية الاخلاقية من خلال تشجيع وحماية التجارة العضوية حتى يستفاد المزارع والبيئة والاقتصاد والمستهلك، والجمعية تعتبر عضو في المركز الدولى لحركة الزراعة العضوية والمجموعة الدولية للنسيج العضوى.